# 520-km-Diskontinuität
Die 520-km-Diskontinuität ist eine seismische Grenzschicht innerhalb der Mantelübergangszone und ist gekennzeichnet durch eine Zunahme der seismischen Geschwindigkeiten mit der Tiefe. Ihre Bezeichnung orientiert sich an der durchschnittlichen globalen Tiefe ihres Auftretens.
Die 520-km-Diskontinuität hat ihre Ursache in einer Phasentransformation eines der Hauptbestandteile des Mantelgesteins. Dabei wandelt sich Olivin der β-Spinell-Struktur (auch als Wadsleyit bezeichnet) in die γ-Spinell-Struktur (auch: Ringwoodit) um. Diese Mineralphasen sind in ihrer chemischen Zusammensetzung identisch, unterscheiden sich jedoch in ihrer Gitterstruktur und somit in der physikalischen Dichte. 
Das Auftreten der Phasenumwandlung ist gekoppelt an ein bestimmtes Verhältnis von Druck und Temperatur. Die durchschnittliche Tiefe von 520 km entspricht einem Druck von ca. 18 GPa. Eine Erhöhung der Temperatur im Erdmantel (zum Beispiel durch einen aufsteigenden Plume) erfordert einen höheren Druck für die Phasentransformation. Der entsprechende Clapeyron-Slope wird mit Werten zwischen +4,0 und +5,3 MPa/K angegeben.
Es kommt allerdings noch zu einer weiteren Mineralphasenumwandlung eines anderen Bestandteils des Mantels. Hierbei wird Granat in ein calciumreiches Perovskit-Gestein umgewandelt. Bei einer durchschnittlichen Temperatur des Mantels finden beide Umwandlungen in vergleichbarer Tiefe statt und überlagern sich daher. Wegen des entgegengesetzten Vorzeichens ihrer Clapeyron-Slopes kann eine Temperaturerhöhung dazu führen, dass sich beide Transformationen in deutlich verschiedene Tiefen verlagern, was in seismologischen Untersuchungen als Aufspaltung der 520-km-Diskontinuität zu beobachten ist.
Streng genommen handelt es sich bei der Phasentransformation um keine Diskontinuität im Sinne des Wortes, da die Umwandlung über einen ausgedehnten Tiefenbereich abläuft, in dem beide Mineralphasen koexistieren. Da die seismischen Geschwindigkeiten in diesem Übergangsbereich langsam kontinuierlich (graduell) zunehmen, ist die Detektierung des Überganges oftmals schwierig, was durch die Überlagerung mit der Granat-Umwandlung noch verstärkt wird. Während die globale Existenz der Phasenumwandlung heute allgemein anerkannt ist, werden entsprechende seismologische Beobachtungen oft auch kontrovers diskutiert.